# Філльмар
Філльмар (нім. Villmar) — громада в Німеччині, знаходиться в землі Гессен. Підпорядковується адміністративному округу Гіссен. Входить до складу району Лімбург-Вайльбург.
Площа — 43,1 км2. Населення становить 6720 ос. (станом на 31 грудня 2020).